# Inside This Peace
Inside this peace là một phim tài liệu do Linh Nga đạo diễn và sản xuất năm 2019. Bộ phim giành giải thưởng Huân chương danh dự cho Phim tài liệu xuất sắc (Award of Merit for Best Documentary Feature) tại Liên hoan phim Phim tài liệu có tầm ảnh hưởng (Impact DOCS Awards 2019) của Mỹ, đoạt giải Phim tài liệu xuất sắc (Best Documentary Feature) tại Liên hoan phim Phụ nữ California 2019 (California Women Film Festival), và được đề cử cho phim tài liệu xuất sắc nhất tại liên hoan phim Hành động điện ảnh quốc tế (Action On Film International Film Festival). Phim được công chiếu tại Liên hoan phim Phụ nữ California vào ngày 08 tháng 1 năm 2019, và tại liên hoan phim Hành động điện ảnh quốc tế vào ngày 24 tháng 7 năm 2019.

## Nội dung
Inside this peace nói về cuộc sống của một nạn nhân chất độc da cam, Nguyễn Thoa, có cuộc sống nhiều khó khăn ở Việt Nam và phải đấu tranh để sinh tồn. Nguyễn Thoa sinh ra với những mảng da đen loang lổ đầy lông cứng trên khắp cơ thể. Những sợi lông sắc nhọn cùng nhiều cục u chứa đầy chất dịch lỏng khiến sức khoẻ của Thoa bị ảnh hưởng. Người em trai duy nhất của Thoa qua đời năm 7 tuổi cũng từ những biến chứng của chất độc da cam. Trong nhiều thập kỷ, Thoa và gia đình cô phải vật lộn kiếm sống để tồn tại.

## Diễn viên
- Nguyễn Thoa

## Bối cảnh
Trong chiến tranh Việt Nam, chính phủ Mỹ khởi động Chiến dịch Ranch Hand từ năm 1962 đến 1971, đã rải 76,9 triệu lít thuốc diệt cỏ và chất gây ô nhiễm - Chất độc da cam trên khắp Việt Nam, Campuchia, Lào và nhiều khu vực khác ở châu Á. Chính phủ Mỹ khi đó tuyên bố mục đích rải chất độc hoá học để phá hủy mùa màng và nguồn lương thực của bộ đội Việt Nam. Tuy nhiên, hậu quả không lường trước được là hơn 4 triệu người Việt Nam đã tiếp xúc với hóa chất độc hại này. Hội Chữ Thập đỏ Việt Nam ước tính có khoảng 1 triệu nạn nhân Việt Nam đã bị tàn phế hoặc bệnh tật vĩnh viễn vì những ảnh hưởng của chất độc da cam, khoảng 400.000 người đã bị sát hại, khoảng 500.000 trẻ em ra đời bị dị tật. Vào năm 1961, tổng thống Mỹ ông John F. Kennedy là người khởi động cuộc chiến hóa học này, với tên gọi đầu tiên "chiến dịch Trail Dust" sau đó chuyển thành "chiến dịch Ranch Hand" 

## Phát hành
Bộ phim được công chiếu tại Liên hoan phim Phụ nữ California 2019 (California Women Film Festival) vào ngày 8 tháng 1 năm 2019, trình chiếu tại Liên hoan Phim Tài liệu Có Tầm Ảnh Hưởng (Impact DOCs Awards 2019) và tại Liên hoan Phim Hành Động Điện ảnh Quốc tế (Action On Film International Film Festival). Phim sẽ được trình chiếu tại Việt Nam và các khu vực khác của Hoa Kỳ bao gồm Quận Cam, Los Angeles và Texas trong năm 2019 và 2020.

## Giải thưởng
| Giải thưởng | Hạng mục               | Nội dung đề cử | Kết quả   |
| ----------- | ---------------------- | -------------- | --------- |
| CWFF 2019   | Phim Tài liệu Xuất Sắc |                | Đoạt giải |

| Giải thưởng        | Hạng mục            | Nội dung đề cử | Kết quả   |
| ------------------ | ------------------- | -------------- | --------- |
| Impact DOCs Awards | Huân Chương Danh Dự |                | Đoạt giải |

| Giải thưởng                                | Hạng mục               | Nội dung đề cử | Kết quả |
| ------------------------------------------ | ---------------------- | -------------- | ------- |
| Action On Film International Film Festival | Phim Tài liệu Xuất Sắc |                | Đề cử   |